# Роище

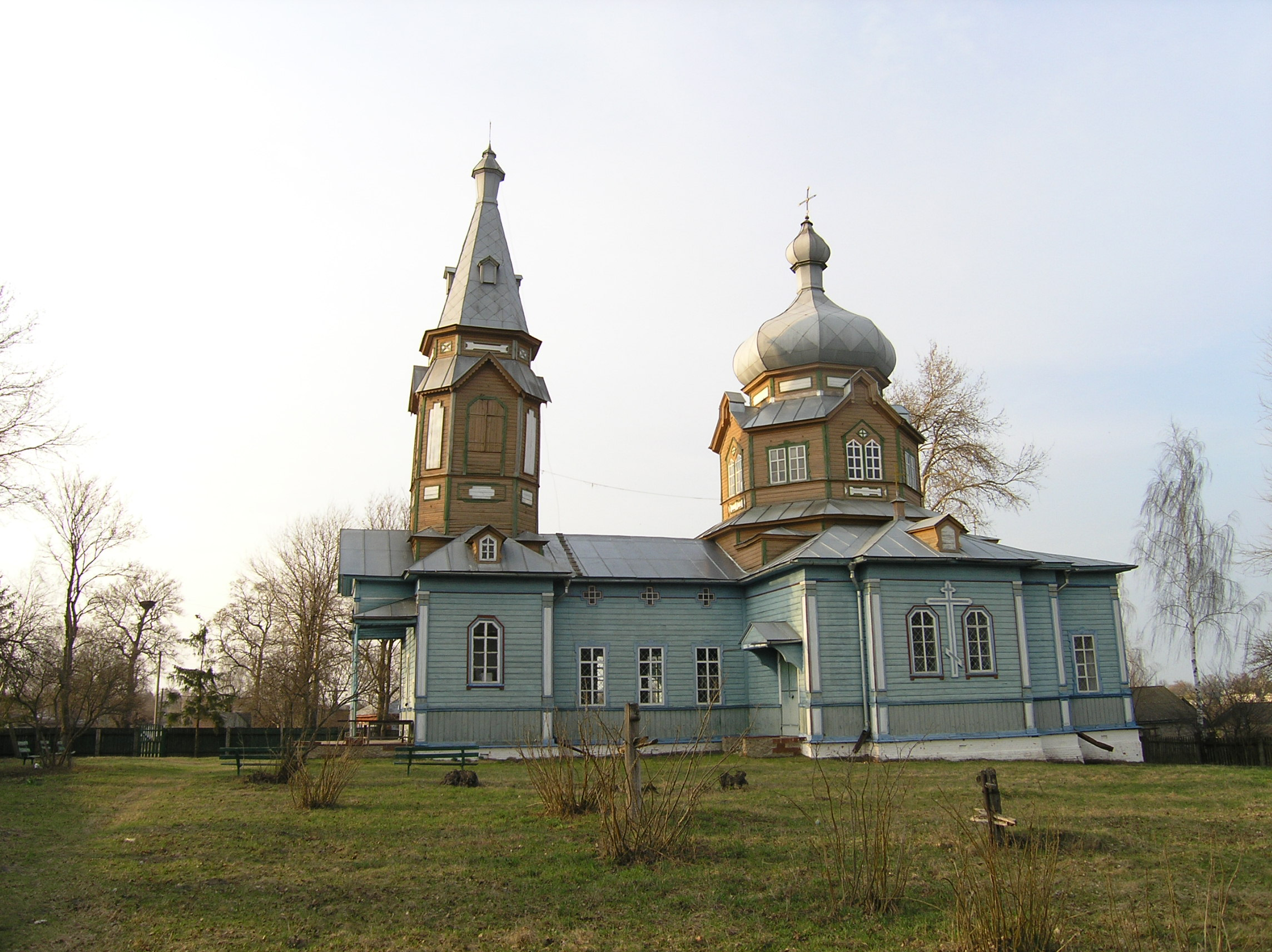
Вознесенская церковь (1901 г.)

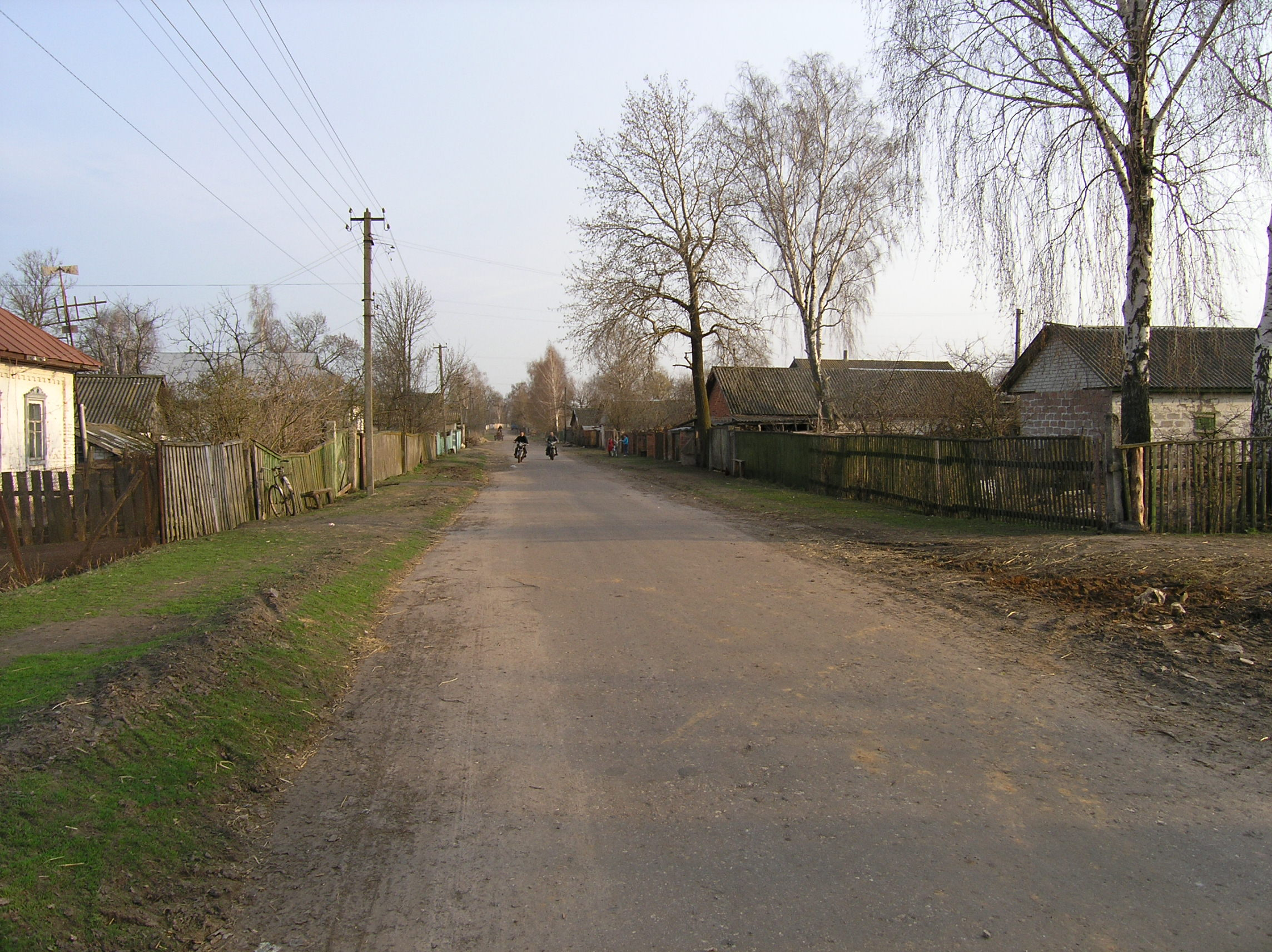
На улице села

Рои́ще (укр. Рої́ще) — село Черниговского района Черниговской области Украины, центр сельского Совета. Расположено в 25 км от районного центра и в 8 км от железнодорожной станции Халявино участка Чернигов — Гомель Юго-Западной железной дороги. Через село протекает река Стрижень (приток Десны). Население 1002 человека (01.01.2024 г.).
Код КОАТУУ: 7425587501. Почтовый индекс: 15520. Телефонный код: +380 462.

## Власть
Орган местного самоуправления — Роищенский сельский совет. Почтовый адрес: 15520, Черниговская обл., Черниговский р-н, с. Роище, ул. Молодёжная, 7.